# Pegaeophyton nepalense
Pegaeophyton nepalense är en korsblommig växtart som beskrevs av Al-shehbaz, Arai och Hideaki Ohba. Pegaeophyton nepalense ingår i släktet Pegaeophyton och familjen korsblommiga växter. Inga underarter finns listade i Catalogue of Life.